# Liste der Bodendenkmale in Georgsmarienhütte
In der Liste der Bodendenkmale in Georgsmarienhütte sind die nach dem Niedersächsischen Denkmalschutzgesetz geschützten Bodendenkmale der Stadt Georgsmarienhütte mit den Ortsteilen Alt-Georgsmarienhütte (inkl. Malbergen), Harderberg, Holsten-Mündrup, Holzhausen, Kloster Oesede und Oesede (inkl. Dröper) aufgelistet.
Grundlage ist der Denkmalatlas Niedersachsen (Stand: 10. September 2021).
Bodendenkmale sind „im Sinne des Gesetzes Bodendenkmale, bewegliche Denkmale und Denkmale der Erdgeschichte.“ 
Die Baudenkmale werden in einer eigenen Liste vorgehalten.

## Allgemein
In den Spalten befinden sich folgende Informationen:
- Lage: die Adresse des Baudenkmales und die geographischen Koordinaten. Kartenansicht, um Koordinaten zu setzen. In der Kartenansicht sind Baudenkmale ohne Koordinaten mit einem roten Marker dargestellt und können in der Karte gesetzt werden. Baudenkmale ohne Bild sind mit einem blauen Marker gekennzeichnet, Baudenkmale mit Bild mit einem grünen Marker.
- Bezeichnung: Bezeichnung des Baudenkmales
- Beschreibung: die Beschreibung des Baudenkmales. Unter § 3 Abs. 2 NDSchG werden Einzeldenkmale und unter § 3 Abs. 3 NDSchG Gruppen baulicher Anlagen und deren Bestandteile ausgewiesen.
- ID: die Objekt-ID des Baudenkmales
- Bild: ein Bild des Baudenkmales, ggf. zusätzlich mit einem Link zu weiteren Fotos des Baudenkmals im Medienarchiv Wikimedia Commons. Wenn man auf das Kamerasymbol klickt, können Fotos zu Baudenkmalen aus dieser Liste hochgeladen werden:

| Lage                                                         | Bezeichnung                            | Beschreibung | ID       | Bild           |
| ------------------------------------------------------------ | -------------------------------------- | --- | -------- | -------------- |
| Oesede, Hochholz 52° 10′ 57″ N, 8° 3′ 54″ O                  | Grabhügel                              | ⌀ 9 m; Höhe 0,9 m. In der Hügelkuppe alte Eingrabung, der Rand abgesetzt und an der Oberfläche zahlreiche Sandsteine. Am südlichen Rand eine Einkuhlung. | 28945804 | BW             |
| Oesede, Hochholz 52° 10′ 55″ N, 8° 3′ 53″ O                  | Grabhügel                              | Durchmesser 13 m; Höhe ca. 0,8 m. Rand schwach abgesetzt, Kuppenmulde und an der Oberfläche zahlreiche bis kopfgroße Sandsteine. | 28945805 | BW             |
| Oesede, Hochholz 52° 10′ 55″ N, 8° 3′ 59″ O                  | Grabhügel                              | Durchmesser ca. 15 m; Höhe 0,3 m. An der Oberfläche einzelne Sandsteine. Gestörter Gesamteindruck. | 28945806 | BW             |
| Oesede, Hellweg 9 52° 10′ 45″ N, 8° 4′ 21″ O                 | Hohlweg                                | Hohlwegbündel mit bis zu 3 parallelen Hohlwegen, teilweise sehr markant ausgeprägt. Gesamtlänge ca. 1,2 km. Teilstück A–B: 1–2 Wegespuren, lichte Breite bis 6 m; Sohlenbreite 1–1,5 m; T. bis 2,0 m. Teilstück C–D: 2–3 Wegespuren; lichte Breite bis 5 m; Sohlenbreite 1–1,5 m; Tiefe bis 1,5 m (bei C an Wohnplatz Herrenrest Tiefe bis 5 m). Zwischen B und C Unterbrechung durch den Pass der B 51 nach Bad Iburg. | 28945807 | BW             |
| Oesede, Auf dem Vossbrink 52° 11′ 9″ N, 8° 4′ 35″ O          | Hohlwegbündel                          | Hohlwegbündel in Nord-Süd-Orientierung. Erhaltene Länge ca. 350 m; größter Breite ca. 100 m; lichte Breite der einzelnen Hohlwege bis 8 m; Sohlbreite ca. 2 m; Tiefe bis 2,7 m. Zwei Wegerinnen sind von geschotterten bzw. geteerten Wegen durchzogen und im mittleren Bereich z. T. rezent zugeschüttet und mit Douglasien neu aufgeforstet. | 28945808 | BW             |
| Oesede, Große Egge 52° 12′ 52″ N, 8° 5′ 45″ O                | Grabhügel                              | Rund mit Durchmesser 10 m; Höhe 0,6 m. Nördlicher Rand schlecht, südlicher hingegen gut abgesetzt. In der Kuppe alte Eingrabungsmulde mit 2,5 m Durchmesser; Tiefe 0,3 m. | 28945809 | BW             |
| Oesede, Gartenbrink 52° 12′ 37″ N, 8° 4′ 24″ O               | Grabhügel                              | Rund mit Durchmesser 16 m; Höhe 1,2 m. Rand schlecht abgesetzt und in der Kuppe eine runde Eingrabung von 4 m Durchmesser und 0,3 m Tiefe. An der Oberfläche bis kopfgroße Sandsteine. | 28945810 | BW             |
| Oesede, Gartenbrink 52° 12′ 39″ N, 8° 4′ 23″ O               | Grabhügel                              | Rundanlage, Durchmesser 14 m; Höhe 1,2 m. Kuppe abgeflacht, Rand flach auslaufend. Offensichtlich ungestört. Der Hügel ist wahrscheinlich mit Steinen durchsetzt. | 28945811 | BW             |
| Kloster Oesede, In der Quusendehne 52° 12′ 14″ N, 8° 0′ 0″ O | Grabhügel                              | Unregelmäßig oval. Größte Länge 18 m; Breite (Ost-West) 13 m; Höhe 1 m. Rand gut abgesetzt. Die Formveränderung des Hügels ist durch eine Schotteranschüttung am nordwestlichen Rand zu erklären. Ältere Eingrabungen an verschiedenen Stellen. Eine Bohruntersuchung ergab den Nachweis einer künstlichen Hügelaufschüttung aus hellbraunem Lehm. Eine Bohrung im rezent angeschütteten Nordteil ergab ein sehr inhomogenes Bodenprofil aus verschiedenen Lehmen und Tonen, die z. T. mit Holzkohle vermengt sind. | 28945812 | BW             |
| Kloster Oesede, Laubbrink 52° 12′ 45″ N, 8° 6′ 46″ O         | Grabhügel                              | Rund, Durchmesser 6 m; Höhe 0,3 m. Rand im Norden, Osten und Süden gut abgesetzt. In der Kuppe eine Eingrabung von 2 m Durchmesser. | 28945813 | BW             |
| Kloster Oesede, Bruchstr. 46 52° 12′ 4″ N, 8° 6′ 37″ O       | ehem. Kloster Oesede mit Klosterkirche | Ehemaliges Benediktinerinnenkloster, welches 633 Jahre Bestand hatte. Vormals die Stammburg der Stifter Graf Ludolf von Oesede (ca. 1100–1184) und seiner Frau Thedela von Schwalenberg (ca. 1105–1170). 1803, nachdem die Klöster in den an Frankreich gefallenen Gebieten entsprechend dem Reichsdeputationshauptschluss säkularisiert wurden, aufgegeben. Heutige Bebauung: Katholische Klosterkirche St. Maria und Johannes der Täufer, ein kreuzförmiger Saalbau mit geradem Chorabschluss. Hauptbauzeit der Ostpartie noch Ende 12. Jahrhundert, sonst jüngere An- bzw. Umbauten. Außerdem mehrgeschossige barocke Klostergebäude, die heute als Schule bzw. Pfarrhaus genutzt werden, zudem zweigeschossiges Torhaus von 1704. | 28945814 | Weitere Bilder |
| Kloster Oesede, In der Quusendehne 52° 10′ 4″ N, 8° 5′ 2″ O  | Grabhügel                              | Rund, Durchmesser 13 m; Höhe 0,8 m. Rand schlecht abgesetzt. Flache Kuppenmulde und an der Nordseite verläuft ein flacher Graben. | 28945815 | BW             |
| Kloster Oesede, In der Quusendehne 52° 10′ 5″ N, 8° 5′ 9″ O  | Grabhügel                              | Rund, Durchmesser 20 m; Höhe 1,2 m. Rand abgesetzt mit ausgeprägter Kuppenmulde. (Durchmesser 4 m, Tiefe 0,6 m) Am östlichen Hügelfuß flache Mulde. | 28945816 | BW             |
| Kloster Oesede, Laubbrink 52° 12′ 45″ N, 8° 6′ 46″ O         | Grabhügel                              | Rundanlage mit Durchmesser 13 m, Höhe 1,2 m. Rand abgesetzt. In der Kuppe eine runde alte Eingrabung (Durchmesser 3 m, Tiefe 0,6 m), darin Sandsteine bis Kopfgröße. | 28945817 | BW             |
| Kloster Oesede, In der Quusendehne 52° 12′ 14″ N, 8° 0′ 0″ O | Grabhügel                              | Rundanlage, Durchmesser 12 m; Höhe 0,8 m. Im Westbereich von unbefestigtem Weg überzogen. | 28945818 | BW             |
| Holzhausen, Liedstraße 52° 12′ 44″ N, 7° 59′ 46″ O           | Steinkreuz                             | Gut erhaltenes, etwas eingesunkenes Steinkreuz mit scharfen Kanten. Ein Querarmende durch Abschlag beschädigt. Höhe und Breite 0,7 m. | 28945819 |                |
| Holzhausen, Boberg 52° 13′ 17″ N, 8° 0′ 6″ O                 | Grabhügel                              | Rundanlage, Durchmesser 11 m; Höhe 0,7 m, Rand abgesetzt. Durch einen Zaun, der in Nord-Süd Richtung den Hügel durchschneidet, wurde eine Schneise gegraben, die in ca. 2 m Breite Teile des Hügels und seines Zentrums zerstört hat. Seitliche, im Profil sichtbare Steine lassen auf einen Steinkranz schließen. | 28945820 | BW             |
| Holsten-Mündrup, Schnettberg 52° 13′ 5″ N, 8° 8′ 25″ O       | Grabhügel                              | Annähernd rund. Durchmesser 9 m, Höhe 0,5 m und flach gewölbt; ebenso am Rand flach auslaufend. Ohne Störung. | 28945821 | BW             |
| Holsten-Mündrup, Mehrenzitter 52° 13′ 28″ N, 8° 7′ 12″ O     | Grabhügel                              | Länglich-oval. Durchmesser 12-14 m; Höhe 0,7 m. Rand schlecht abgesetzt. Ungestört, an der Oberfläche zahlreiche Steine. | 28945822 | BW             |
| Harderberg, Hinterm Schlohe 52° 13′ 41″ N, 8° 3′ 5″ O        | Wasserburg Harderburg                  | Annähernd quadratische Burg mit einfacher Graft und vorgelagertem Außenwall. Burginnenfläche 30 × 25 m; 1 m künstlich erhöht, im Zentrum quadratische Eintiefung von 4 × 5 m; Tiefe ca. 0,5 m. Graft sehr gut erhalten. Breite 10-12 m; Tiefe bis 2 m, zum Teil wasserführend, sonst sumpfig. Im Westen, Süden und Südosten Außenwall erhalten. Sohlbreite bis 10 m; Höhe 0,5-0,7 m. Im Norden und Nordosten kein Wall. | 28945823 | BW             |
| Kloster Oesede, In der Quusendehne 52° 12′ 14″ N, 8° 0′ 0″ O | Grabhügelfeld mit zehn Hügeln          | Durchmesser der Grabhügel 7-20 m, Höhe 0,5-1,7 m | 28948890 | BW             |
| Oesede, Rerem-Berg 52° 11′ 22″ N, 8° 3′ 1″ O                 | Bardenburg                             | Zweiphasig ausgebaute Burg mit Haupt- und Vorburg. Mächtige Wälle mit vorgelagerten tiefen Gräben umfassen ein langgestrecktes Oval von 250 m Länge und 120 m größter Breite, das durch einen Querwall – ebenfalls mit vorgelagertem Graben – in eine größere westl. Vorburg und eine kleinere östliche Hauptburg geteilt wird. Etwa in der Mitte der nordöstlichen Längsseite der Bardenburg befindet sich ein in die Vorburg führendes Tor. Wallhöhe von Grabensohle bis Wallkrone 3,7 m; Wallsohl-Breite bis 10 m; Kronen-Breite bis 2 m; Grabensohl-Breite ca. 1,5 m; Graben-Tiefe bis 1,7 m. Wallprofil trapezförmig bis leicht abgerundet. Wälle und Gräben sind gut zu erkennen.                                               | 28990142 |                |